# Resolução 58 do Conselho de Segurança das Nações Unidas
Resolução 58 do Conselho de Segurança das Nações Unidas, aprovada em 28 de setembro de 1948, a Confederação Suíça tinha acabado de entrar no Tribunal Internacional de Justiça, mas ainda não era um membro das Nações Unidas e do Conselho foi convidado a fazer recomendações. O Conselho recomendou que a Suíça e qualquer outro estado que se encontrar nesta posição serão autorizados a participar em todos os elementos da Assembléia Geral referentes ao Tribunal Internacional de Justiça, incluindo a nomeação de novos membros, eleições, etc.
O Conselho recomendou também que essas nações seriam obrigadas a pagar taxas que contribuem para as despesas do Tribunal e que se deixar de pagar (a menos que o país possuía uma desculpa considerada digna pela Assembleia Geral) não deve ser autorizado a participar Assembleia de qualquer forma até que o saldo seja pago.
O presidente do Conselho afirmou que a resolução foi aprovada por unanimidade, na ausência de qualquer objeção por qualquer de seus membros.